# Amoy Gardens
Amoy Gardens (cinese: 淘大花園; Jyutping: tou4 daai6 faa1 jyun4) è un complesso residenziale privato situato nell'area della Valle del Giordano di Kowloon, ad Hong Kong edificato dal 1981 al 1987. È noto per essere stato il luogo più gravemente colpito nel 2003 per un focolaio di sindrome respiratoria acuta grave (SARS), con oltre 300 persone infette.

## Caratteristiche
Amoy Gardens comprende 19 blocchi, identificate con lettere dalla A alla S, con altezze che vanno dai 30 ai 40 piani. Gli otto blocchi AH sono di 33 piani e 105 m di altezza situati su un podio alto 14 m, che ospita un centro commerciale. Questi otto blocchi hanno otto appartamenti per piano disposti a croce. Ogni braccio del cruciforme contiene due appartamenti. C'è una galleria di negozi (Amoy Plaza) ed una piazza per la ristorazione all'interno della tenuta di Amoy Gardens.

## Storia

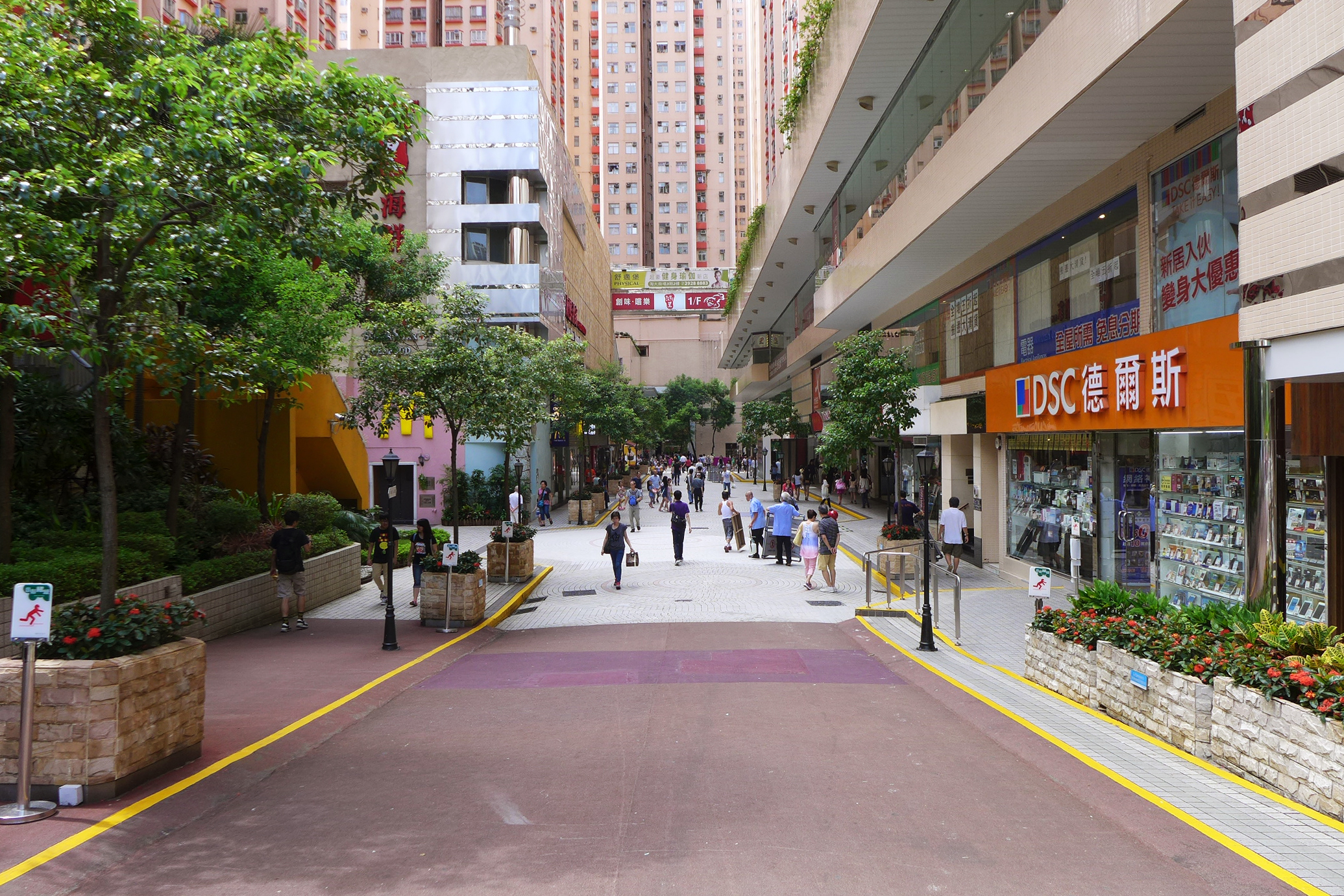
Amoy Plaza

### Sviluppo
Il sito è stato acquistato da Amoy Canning negli anni '20 per essere utilizzato come fabbrica. Amoy mise all'asta il sito di circa 222.560 piedi quadrati (20.677 metri quadri) nel marzo 1977, con l'intenzione di spostare le proprie attività produttive altrove gradualmente. L'asta fallì perché il prezzo di riserva non fu raggiunto. Successivamente, Hang Lung Development ha firmato un accordo per l'acquisto del sito nell'aprile 1977 per circa HK $ 200 milioni. In base all'accordo, Amoy avrebbe preso una quota dei profitti dalla riqualificazione del sito.
La tenuta è stata costruita in quattro fasi. Il contratto di costruzione per la prima fase della tenuta, comprendente sette blocchi residenziali (blocchi AG) e spazi commerciali, è stato assegnato all'appaltatore di Hong Kong Shui On Construction il 18 ottobre 1979. La prima fase è stata completata nel 1981, mentre la fase finale è stata completata nel 1987.

### Epidemia di SARS
Verso la fine di marzo 2003 si è verificata un'epidemia di SARS tra i residenti di Amoy Gardens. Entro il 15 aprile 2003, c'erano stati un totale di 321 casi di SARS nella tenuta. Nel blocco E è stata registrata una concentrazione di casi pari al 41% del totale cumulato. Il blocco C (15%), il blocco B (13%) e il blocco D (13%) hanno registrato la seconda, la terza e la quarta più alta incidenza di infezioni da SARS. Gli altri casi (18%) erano sparsi in altri 11 blocchi.
La maggior parte dei primi 107 pazienti del Blocco E viveva in appartamenti disposti verticalmente.
Tutti i residenti furono successivamente trasferiti a Lei Yue Mun e al Lady MacLehose Holiday Village per l'isolamento. A metà del 2003, le autorità hanno scoperto che il design degli scarichi a pavimento del bagno mancava di un sistema di rifornimento per mantenere le trappole d'acqua piene, consentendo agli aerosol carichi di virus di penetrare nei bagni, esacerbato dal tiraggio dei ventilatori di scarico presenti nei locali. Al fine di dimostrare questa possibile via di ingresso, è stato eseguito un test in bagno. Posizionando strisce di carta nello scarico a pavimento, è stato osservato un riflusso d'aria dalla pila di terra che soffiava le strisce di carta attraverso lo scarico a pavimento.
L'effetto è stato accentuato quando l'aspiratore è stato acceso. Anche il vapore acqueo generato durante la doccia e le condizioni umide del bagno potrebbero aver facilitato la formazione di gocce d'acqua. Questo riflusso d'aria potrebbe contenere goccioline contaminate di liquami presenti nel cumulo di terreno. Le goccioline contaminate potrebbero depositare virus su varie superfici, come il tappetino, gli asciugamani e altre attrezzature da bagno. La possibilità di esposizione è aumentata in quanto i bagni delle unità abitative di Amoy Gardens erano generalmente di piccole dimensioni. Questi sono stati i fattori che hanno contribuito alla rapida diffusione della SARS in quel complesso.

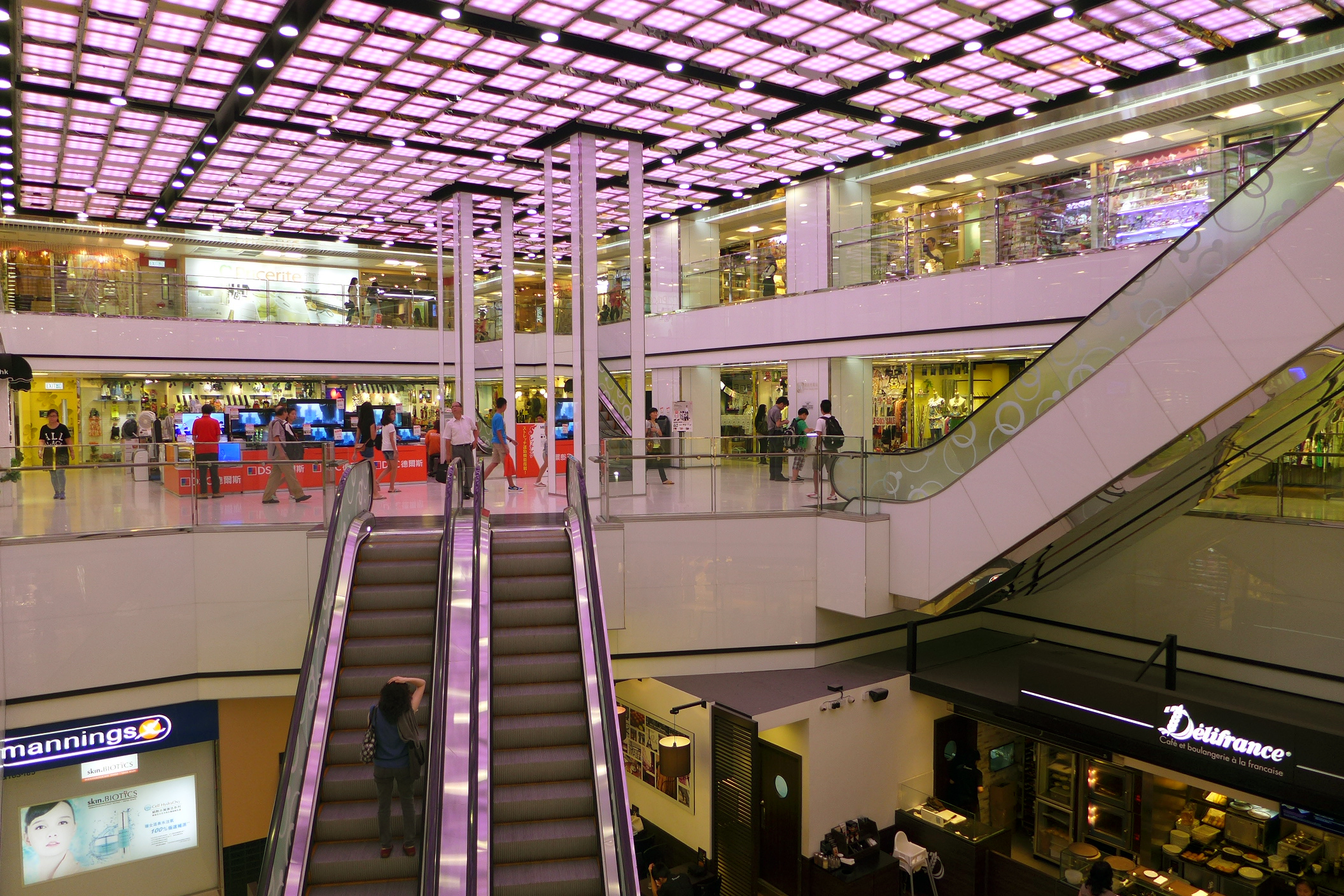
interno Amoy Plaza

Successivamente, dopo la pubblicazione dei risultati dell'indagine, il complesso fu dotato di un sistema di drenaggio a pavimento ausiliario che includeva interblocchi di acqua dolce per prevenire il rigurgito dei gas di fognatura.
La struttura fu interamente decontaminata ed i residenti furono in grado di ritornare.

## Dati demografici
Secondo il censimento del 2016, Amoy Gardens aveva una popolazione di 10.721 abitanti. L'età media era di 37,7 anni e la maggior parte dei residenti (95,6%) era di etnia cinese.